# Superpuchar Polski 2000
La 14ª edizione della Supercoppa di Polonia  si è svolta il 18 luglio 2000.
Allo stadio Kazimierza Górskiego di Płock si scontrano il Polonia Varsavia, vincitore del campionato e l'Amica Wronki, vincitore della coppa nazionale.
A vincere il trofeo è stato il Polonia Varsavia.

## Tabellino
| Arbitro: | Zygmunt Ziober |

|                                               |           |                      |
| Wieszczycki 36’ Bykowski 39’ 57’ Kaliszan 83’ | Marcatori | 85’ Kalu 90’ Dubiela |